# جمعية التنمية والمبادلات دون حدود
جمعية التنمية والمبادلات بدون حدود اختصارا (بالفرنسية: A.D.E.S.F)‏ هي جمعية جزائرية قام بتأسيسها مجموعة من الطلبة الجامعيين والثانويين بتاريخ 4 نوفمبر 2001، تم اعتمادها مطلع فبراير عام 2002.
أول مكتب للجمعية كان برئاسة السيد بن عدو عدو قبل التجديد في مارس 2004 لينتخب مكتب جديد برئاسة علا التوفيق وهو المكتب الذي يسير الجمعية حتى اليوم.

## الأهداف
قُرر في الاجتماع التأسيسي للجمعية تبني الأهداف التالية:

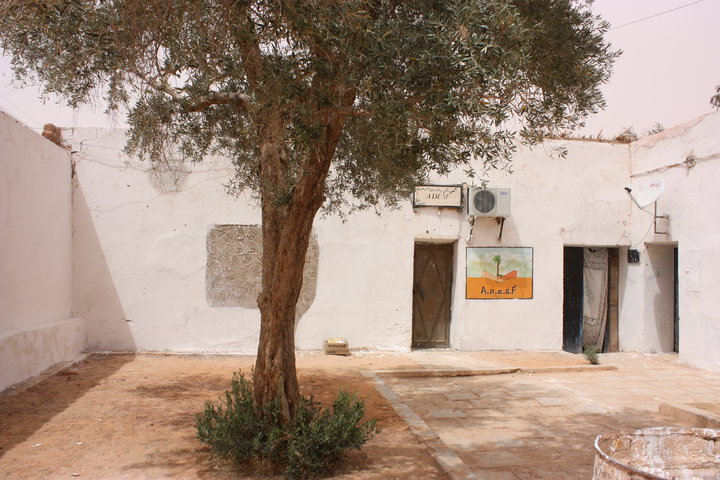
صورة لمقر الجمعية داخل السوق القديم لبني عباس

- تطوير المبادلات في الأوساط (الاجتماعية، الثقافية، العلمية والتضامنية والشراكة)
- إنشاء روابط بين المؤسسات ومراكز التكوين
- تطوير ودعم السياحة
- تطوير المبادلات والشراكة.[3]
- تنظيم أيام تحسيسية وتكوينية
- حماية الآثار المحلية
- تشجيع المهارات والمواهب الشبانية
- العمل مع الهيئات الإنسانية
- حماية البيئة الصحراوية
- تنظيم ورشات لتهيئة المواقع الأثرية

## ترميم قصر القصيبة

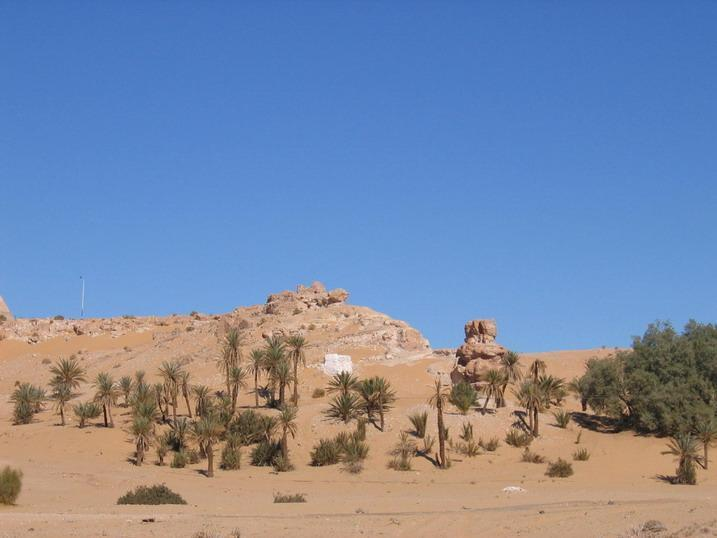
آثار قصر القصيبة تقع فوق التل الموضح في الصورة

قامت الجمعية تحت أحد أهم أهدافها (حماية الآثار المحلية) بتنظيم ورشتي ترميم بقصر القصيبة:
- الورشة الأولى تمت بالشراكة مع الجمعية الوطنية للتطوع تويزة[4] (متطوعوا تويزة كانوا من الجزائر وتيزي وزو) وذلك في ديسمبر 2004،تم العمل في هذه الورشة على:

1. بحث حول تاريخ هذا القصر.
2. تحقيقات مع بعض السكان القدامى للقصر بغرض التعرف على النمط المعماري لبعض المناطق المهدمة كلياً بالقصر.
3. مباشرة العمل (نزع الرمال التي تجمعت فوق القصر بفعل لزوابع الرملية).

دامت الورشة 15 يوم تم خلالها إفراغ منزلين وزقاق من الرمال.
- الورشة الثانية تمت هذه الأخيرة بالشراكة مع تويزة ومعهد المتوسطي للتكوين [5] وذلك في مارس 2005.

شارك في هذه الورشة متطوعون فرنسيون (طلبة معهد المتوسطي للتكوين) وجزائريون (الجزائر ومنطقة القبائل)، دامت هذه الورشة 15 يوم.

## ترميم السوق القديم لبني عباس

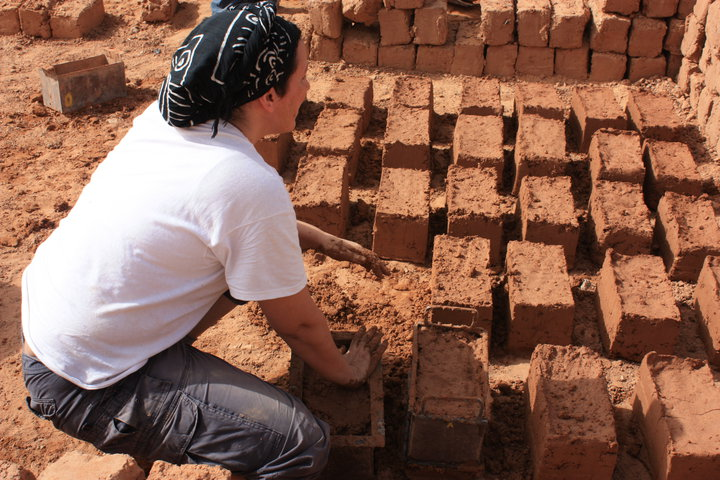
إحدى المتطوعات الإسبانيات تقوم بتحضير الطوب من الطين (الورشة الأولى)

يعد السوق القديم أحد أهم معالم المدينة القديمة ببني عباس، فقد كان يعج بالحركة التجارية قبل أن ينشأ السوق الجديد للمدينة مع مطلع تسعينات القرن العشرين، مند ذلك الحين والسوق القديمة تعاني من التقهقر المستمر خصصوصاً أن محلاتها كانت مبنية بالطين.
قامت جمعية التنمية والمبادلات بدون حدود بتنظيم عدة ورش للترميم بهذه السوق وذلك بغرض تحويلها إلى منزل للجمعيات، في هذا الإطار قامت الجمعية بالاتصال بالبلدية وذلك من أجل حجز محلات السوق كمكاتب للجمعيات المحلية.
الورشة الأولى ديسمبر/جانفي 2008: كانت هذه الورشة بالشراكة مع مركز الدراسات الريفية والزراعة الدولي الإسباني ، تم خلالها:
- تحضير الطوب (حوالي 1000 حبة).
- إفراغ ساحة السوق من الركام المتجمع بها.
- تقشير الجدار الخارجي للسوق بغرض إعادة تلبيسه بالطين.

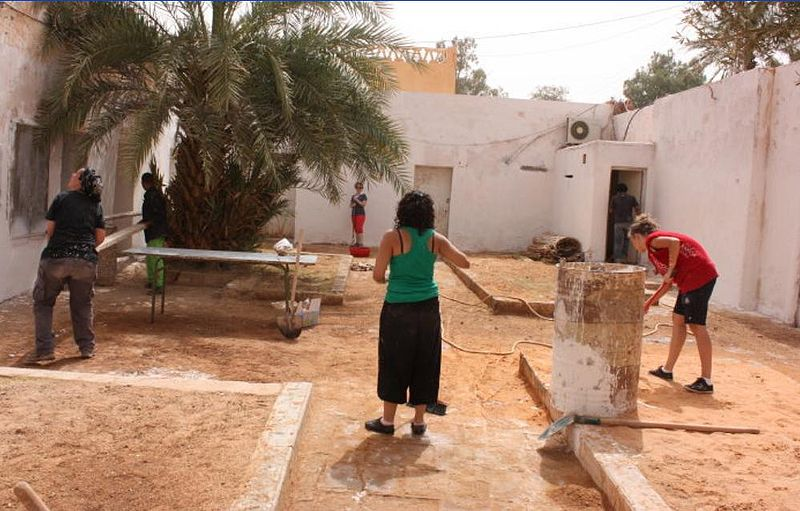
متطوعون إسبان رفقة متطوعين جزائريين داخل السوق القديم لبني عباس (الورشة الرابعة)

الورشة الثانية مارس 2008: تمت الورشة مع نفس الشريك وتم خلالها:
- تلبيس وصباغة الجدار الخارجي للسوق.
- بناء صفين من الجدار المحيط بالشرفة.

الورشة الثالثة ديسمبر/جانفي 2010:
الورشة الرابعة 26 مارس 2010: بالشراكة مع مركز الدراسات الريفية والزراعة الدولي الإسباني وتم خلالها:
- إكمال صفوف جدار الشرفة إلى 7.
- تصليح دورة مياه السوق.
- صباغة داخل السوق ورسم شعار الجمعية أمام باب المكتب.
- إعادة صباغة الجدار الخارجي للسوق.

## دورات تكوينية
تعمل الجمعية على تكوين شباب منطقة بني عباس ومنخرطيها بالدرجة الأولى في العديد من الميادين (اللغات، الإعلام الآلي، السياحة البيئية، الكتابة الصحفية...إلخ) وذلك إما بتنظيم دورات تكوينية محلياً أو المشاركة فيها في مناطق أخرى.

## مكتب الجمعية
تألف مكتب الجمعية حتى انتخابات ماي 2010 من الأعضاء التالي ذكرهم:
- الرئيس: علا توفيق
- نائب الرئيس: عبد الجبار ربيع
- الأمين: تهامي صديق
- نائب الأمين: هامل عثمان
- أمين المال: طرابلسي إسماعيل
- نائب أمين المال: بلقاسم نبيل

## وصلات خارجية
- الموقع الرسمي للجمعية بالفرنسية
- نص حول الجمعية في موقع سياحة مسؤولة وتضامنية
- بي دي أف تعلن عن أحد الورشات التطوعية للجمعية